# Zelin Mrzlovodički
Zelin Mrzlovodički est une localité de Croatie située dans la municipalité de Lokve, comitat de Primorje-Gorski Kotar. En 2001, la localité comptait 14 habitants.

## Démographie
| 1948 | 1953 | 1961 | 1971 | 1981 | 1991 | 2001 |
| ---- | ---- | ---- | ---- | ---- | ---- | ---- |
| 47   | 77   | 54   | 37   | 18   | 11   | 14   |